# Делаје тип 1
Делаје тип 1 (фр. Delahaye Type 1) аутомобил произведен од краја 1895. до 1899. године од стране француског произвођача аутомобила Делаје. Један примерак овог аутомобила од 375 произведених је сачуван и налази се у Народном музеју аутомобила и туризма у Компјењу..
У 1888, Емил Делаје конструише мотор са унутрашњим сагоревањем за бродове који је освојио златну медаљу и две сребрне на Париском светском сајаму 1889. године. Тада је одлучио да се опроба у производњи аутомобила са првим 100% француским аутомобилом (шасија, каросерија и мотор) у време када су Панар и Левасор и Пежо уграђивали у своје аутомобиле моторе Дајмлер-Бенца.
Тип 1 је конструисан и произведен у Туру од 1895. године. То је први модел који је Делаје произвео, са кросеријом сличном тадашњим каруцама, са доста простора у односу на сличне аутомобиле тога времена.
Аутомобил је покретао двоцилиндарични мотор, који се налазио у задњем делу, хоризонтално постављен са запремином 2512 cm³. Мотор имао максималну снагу од 7 КС при 525 обртаја/мин. Мењач је био са две брзине, а погон је био комбинован помоћу ремена и ланца, са максималном брзином око 35-40 км/ч.